# Primicia (Antigua Grecia)
Primicia o primicias (en griego, ἀπαρχή), en la Antigua Grecia, era una ofrenda dedicada a los dioses o al mantenimiento de los santuarios, que podía consistir en los primeros frutos de las cosechas, de la caza o de la pesca, pero también animales de ganado, objetos artísticos, una parte de un botín de guerra o una parte de la recaudación de impuestos. Cuando consistían en productos del campo o animales, a veces las primicias se quemaban, o se lanzaban a una corriente de agua. Otras veces se depositaban en un lugar sagrado.

## Tradición mítica
Una tradición de la mitología recogida por Ovidio, señalaba las primicias que se ofrecían a los dioses del campo como agradecimiento:

Cuentan que Eneo ofrendó a Ceres por la prosperidad de un año de abundancia, las primicias de sus cosechas, a Lieo sus vinos, a la rubia Minerva el aceite de su propio árbol sagrado; tras las divinidades del campo, correspondió a los demás dioses la apetecida ofrenda.
Ovidio, Las metamorfosis VIII,272.

## Regulación de las primicias
En Atenas, a partir del año 454 a. C., la primicia destinada al tesoro de Atenea consistía en 1/60 del total de los impuestos tributados por las ciudades de la Liga de Delos.
En Eleusis se ofrecían primicias a sus divinidades al menos desde la época arcaica. Estas ofrendas estaban organizadas por la ciudad de Atenas y eran administradas por el hierofante. Se conserva un decreto, fechado en torno a 422 a. C. que regulaba las primicias que debían ofrecerse a las divinidades del santuario de Eleusis. En época del Imperio romano se conservan también inscripciones, fechadas en el siglo II, que documentan la restauración de estas ofrendas a las divinidades de Eleusis.